# Горонглаб
Горонглаб (укр. Горонглаб, венг. Harangláb) — село в Батьевской поселковой общине Береговского района Закарпатской области Украины.
Население по переписи 2001 года составляло 797 человек. Почтовый индекс — 90214. Телефонный код — 03141. Занимает площадь 1,21 км². Код КОАТУУ — 2120480402.

## История
В 1946 году указом ПВС УССР село Гаранглаб переименовано в Звонкое.
В 1995 году селу возвращено историческое название